# Universitate (metropolitana di Bucarest)
Universitate (in italiano Università) è una stazione della linea M2 della metropolitana di Bucarest. È situata in piazza Università, nei pressi dell'Università di Bucarest, l'Università di Architettura, del Teatro Nazionale di Bucarest e dell'InterContinental Bucharest. In futuro ci sarà l'interscambio con la M5.

## Storia e descrizione
La stazione è stata aperta il 24 ottobre 1987 come parte dell'estensione da Piața Unirii a Pipera.
La stazione è una delle più profonde dell'intero sistema, con una piattaforma stretta, costruita attorno a enormi pilastri progettati per sostenere il peso dell'atrio/metropolitana e del quadrato sovrastante.

## Galleria d'immagini

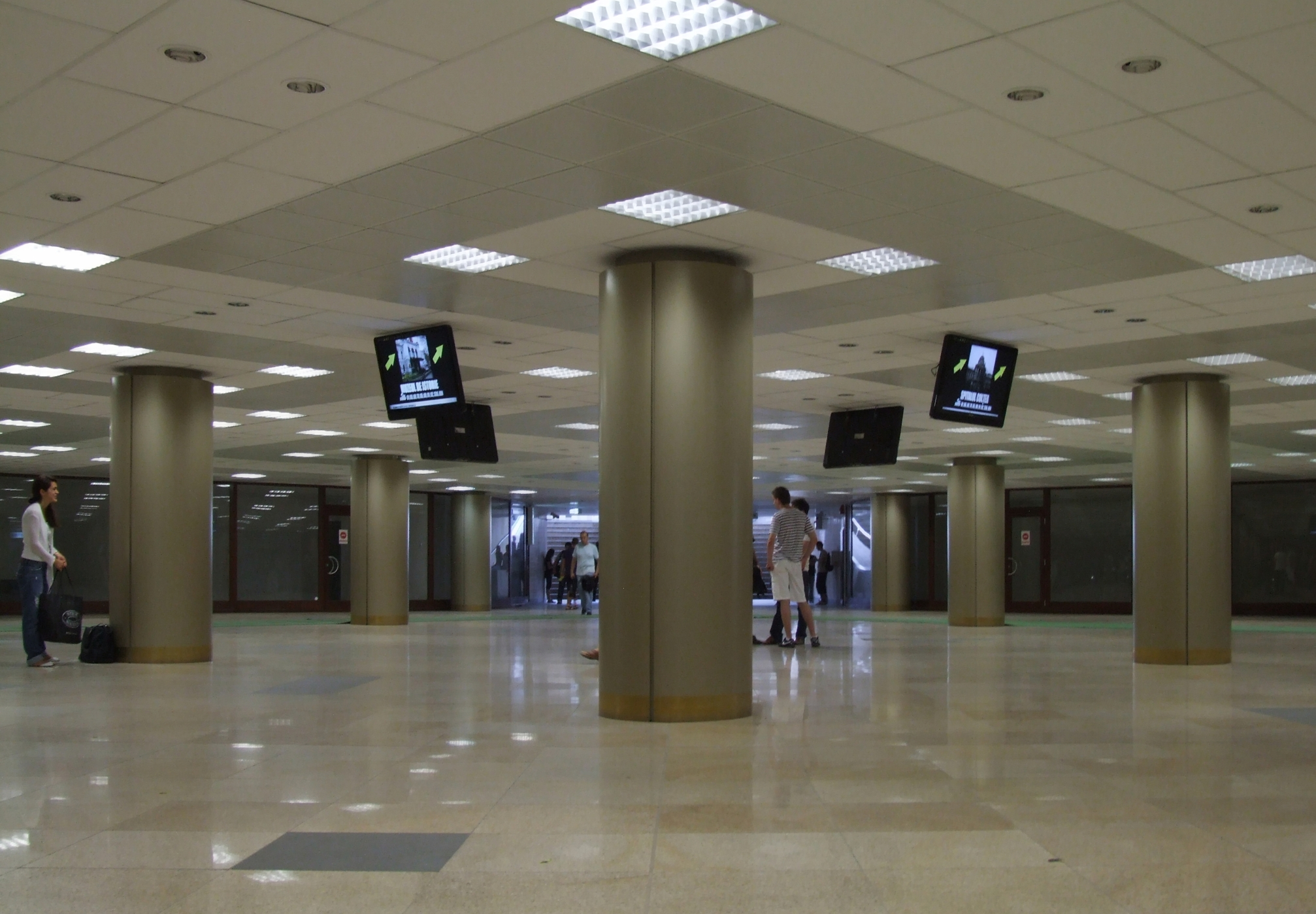
Passaggio pedonale e accesso ai treni sotto piazza dell'Università
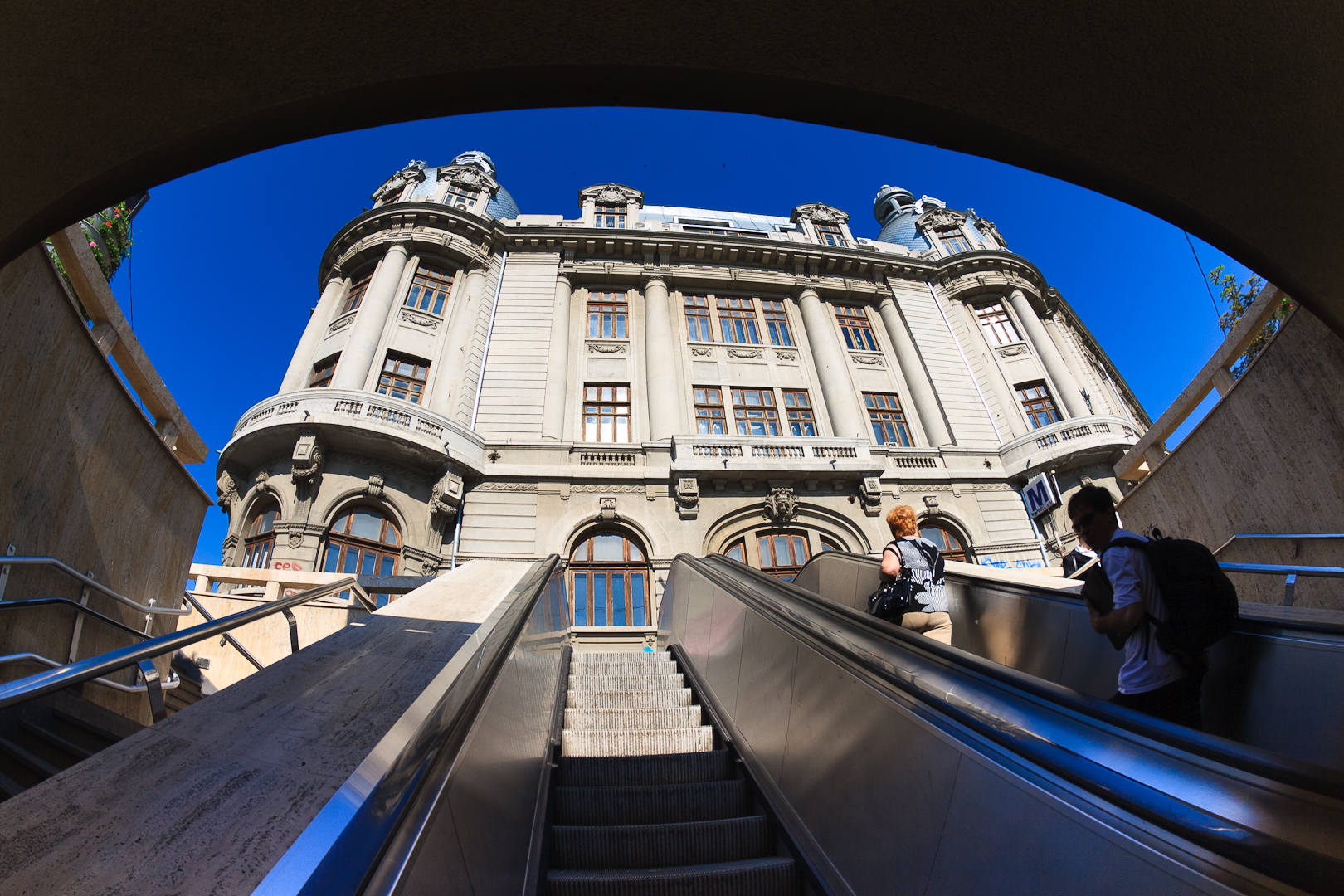
Il Palazzo dell'Università visto dall'accesso nord-ovest